# Hugo 2 (videogioco 1999)
Hugo 2 è un videogioco d'azione esclusivo per PlayStation sviluppato e pubblicato da ITE Media nel 1999. È l'unico sequel di Hugo e, anch'esso, è una raccolta di minigiochi della serie originale rimasterizzati con grafica e audio migliorati. I capitoli questa volta vanno dal terzo al sesto.

## Trama
La storia continua da dove si era interrotta la prima, dove la famiglia di Hugo è stata salvata, ma la malvagia Scilla è fuggita ed è tornata per vendicarsi. Mentre Hugo torna a casa su un vecchio aereo con i suoi cari dopo i festeggiamenti, Scilla vola al suo castello principale, dove lancia un incantesimo per ottenere il potere sulle nuvole, in modo da rapire Hugolina e distruggere l'aereo. Tutti i figli di Hugo si lanciano con il paracadute prima che il suo aereo si schianti sulle montagne innevate. Ancora una volta, Hugo deve superare i molti pericoli che lo attendono per salvare sua moglie dalla strega che, come sempre, userà tutta la sua astuzia e la sua magia oscura per fermarlo. Questa volta, dovrà anche prima trovare ciascuno dei suoi tre figli scomparsi durante il viaggio.

## Modalità di gioco
Hugo 2 è praticamente uguale al predecessore, tranne per il fatto che si affrontano tutti i livelli in un'unica lunga corsa fino alla fine. Si sta ancora giocando una storia, ma non ci sono contenuti bonus da sbloccare. I sette livelli sono più complessi del primo, perché spesso ci si muove a velocità sostenuta e, ancora una volta, è necessario un tempismo molto preciso.

### Sinossi dei livelli
- "Snowboard" - Hugo scende con lo snowboard da una collina, seguendo la pista che porta alla tana di Scilla, ma la strega conosce i suoi piani e ha causato una valanga, aggiungendo un conto alla rovescia al gioco. Il percorso si divide spesso, lasciando alcuni vicoli ciechi e attraversando pendii veloci e lenti, mentre Hugo si dondola sulla tavola per evitare di far rotolare palle di neve giganti mentre raccoglie oro.
- "Slitta" - Hugo scende giù per una collina appunto in slitta, evitando dinamite, uccelli, pupazzi di neve e palle di neve, mentre raccoglie sacchi d'oro.
- "Caverna di ghiaccio" - Hugo è in una grotta ghiacciata e attraversa un grande abisso saltando tra pilastri in movimento e raccogliendo tre oggetti magici, il cui ordine deve essere memorizzato correttamente per aprire la porta una volta raggiunta. Deve anche continuare a muoversi costantemente per evitare di innescare le trappole.
- "Vagone della miniera" - Hugo entra in una miniera e si lancia col vagone lungo essa alla ricerca di un'uscita, evitando gli ostacoli sul soffitto e nei corridoi e raccogliendo oro. Anche qui i percorsi si dividono spesso.
- "Palude" - Il covo di Scilla è circondato da una palude inquietante che Hugo deve attraversare evitando buche di fango e uccelli mentre viene inseguito da uno stormo di pipistrelli, prima di risolvere un enigma per aprire il cancello del nascondiglio della strega.
- "Montagna" - Hugo scala la parete di un vulcano cercando di raggiungere la cima prima che Scilla ci voli sopra. Deve evitare gargoyle infuocati, eruzioni di lava esplosiva e piazzando esplosivi, e raccogliendo come sempre sacchi d'oro.
- "Fulmini" - Hugo deve saltare attraverso una grande scacchiera per raccogliere una chiave e aprire una porta che conduce alla cella segreta di Hugolina, evitando gli incantesimi fulminei lanciati da Scilla da un balcone superiore, con tutte le vite rimanenti a sua disposizione.

## Accoglienza
Hugo 2 ebbe delle recensioni e dei voti negativi dalla critica. Il voto di Joypad è 3/10. PlanetStation ha dato un 1 spaccato perché nota un peggioramento del gameplay, nonostante la grafica e le sequenze video siano un po' migliorate. Fun Generation gli assegna l'1/10, citando la grafica scadente e la giocabilità catastrofica. Anche il sito Thunderbolt Games ha dato lo stesso punteggio della rivista tedesca, esprimendosi nel modo più duro possibile: "Hugo 2 è una vergogna. A quanto pare la casa di produzione mirava a un'esperienza molto adatta ai bambini, ma anche se avessi otto anni, non vorrei assolutamente giocare a questa schifezza. Non offre alcun tipo di divertimento e molto probabilmente vi lascerà con l'amaro in bocca anziché un senso di soddisfazione. Se Atari ha deciso che fosse meglio seppellire tutte le copie invendute di E.T. nel deserto del Nevada, allora Hugo 2 dovrebbe essere gettato in un vulcano. Fate la cosa giusta da giocatori ed evitate questo gioco a tutti i costi, ma se lo vedete assicuratevi di gettarlo nel contenitore più vicino". Infine, Neo Plus diede il 5/10, concludendo che è un gioco per i fan della serie e per i maniaci dei giochi arcade.